# Alejandro Apud
Alejandro Rubén „Turco” Apud Varela (ur. 21 października 1967 w Montevideo) – urugwajski piłkarz występujący na pozycji bramkarza, trener piłkarski, od 2025 roku prowadzi Montevideo Wanderers.